# Aglaia ceramica
Aglaia ceramica là một loài thực vật]] thuộc họ Meliaceae. Đây là loài đặc hữu của Indonesia.